# STUDIO COAST
STUDIO COAST（スタジオコースト）は、東京都江東区新木場にあったライブ・イベントスペースである。運営会社は株式会社マザーエンタテイメント。

## 概要
2002年（平成14年）12月31日にオープン。運営会社のマザーエンタテイメントはクラブイベント「ageHa」（アゲハ）を企画・運営。それ以外のライブやイベント向けにホール貸しも行っていた。
日本で唯一、4ウェイフルレンジアンプ付スピーカー・オクタゴンスピーカーが設置されていた会場であった。
建物正面の看板には、その日公演を行うアーティスト名やイベント名などが掲げられるようになっており、名物のひとつとなっていた。
ディファ有明の閉鎖に伴い、2018年（平成30年）2月より総合格闘技団体のパンクラスがホームとして使用することを発表した。
2020年（令和2年）、新型コロナウイルスの蔓延により経営が悪化し、クラウドファンディングや備品レンタル事業の開始などを発表。また株式会社USENに ネーミングライツを売却し、2021年（令和3年）1月13日から「USEN STUDIO COAST」に名称を変更している。しかし定期借地契約の更新がまとまらず、契約満了により2022年（令和4年）1月30日で閉館が決定。
2022年（令和4年）2月1日から解体工事が始まり、土地は更地として所有者に返却される。その解体工事で出た瓦礫から、20年間のイベント開催による傷が刻み込まれたARENAフロアを主な素材とする限定プレートが制作され、数量限定で販売された。
また、STUDIO COAST閉館に際して、施設運営の裏側などを収めたドキュメンタリームービーの制作・公開に向けたクラウドファンディングも実施している。

## ageHa
ageHaは、STUDIO COASTで週末に行われていたクラブイベント。イベント開催は原則として週末（金・土）及び祝前日の深夜に限られるが、クリスマス・イヴや年末等の時期は平日も営業する場合があった。当イベント開催時は会場名は「ageHa」（または「ageHa@STUDIO COAST」）とクレジットされていた。
イベント実施時には、渋谷から無料シャトルバスが運行された他、近隣に150台収容の臨時駐車場（ageHa PARKING）が設置された。
2015年（平成27年）6月5日・6日に西武鉄道と共同で、国内初の「EDMトレイン『ageHa TRAIN』」を練馬駅から有楽町線経由で新木場駅まで運行した。
2022年（令和4年）1月28日・29日・30日にはageHaの代表的な要素を網羅したファイナルイベントを行い、惜しまれつつも新木場での活動を終了した。
マザーエンタテイメントは STUDIO COAST 閉館後もageHaブランドでのイベント開催を継続する予定ではあるが、具体的には何も決まっていない状況である。

## 施設概要
- 所在地：東京都江東区新木場二丁目2番10号
- 交通手段：東日本旅客鉄道（JR東日本）京葉線・りんかい線・東京地下鉄（東京メトロ）有楽町線新木場駅から徒歩5分。
- 利用者のためのスロープ有（通称 Iロード）

### メインホール
- 収容人数：スタンディング時2402人、椅子使用時1103人
- 音響：38機のアンプ付スピーカー（オクタゴンスピーカー）を全方位に設置。

### その他の施設
- 屋内：アイランドバー、ラウンジ
- 屋外：プール、テント

これらを活用することで敷地内に4 - 5ステージを同時に設置可能である。ここで、ageHaおよび複数ステージを使用するイベント（アイドル甲子園 SPRING FESTIVAL 2017）での使用例を示す。
| STUDIO COASTでの名称             | ageHaでの名称 | アイドル甲子園での名称                           |
| -------------------------------- | ------------- | ------------------------------------------------ |
| エントランス                     | ENTRANCE      | （アイランドバー側から出入りするため使用しない） |
| （エントランス前の屋外スペース） | -             | SMILE甲子園、SMILE特典会                         |
| メインホール（アリーナ）         | ARENA         | HOT甲子園                                        |
| ホワイエA（アイランドバー）      | ISLAND        | HOT特典会、ANGEL特典会                           |
| 小ホール（ラウンジ）             | ISLAND        | ANGEL甲子園                                      |
| プール                           | WATER         | MARMAID甲子園                                    |
| テント                           | BOX           | VENUS特典会                                      |
| （テント横屋外スペース）         | FOOD COURT    | VENUS甲子園、FOOD甲子園                          |

## YOKOHAMA COAST
2022年（令和4年）1月の「STUDIO COAST」の閉館後、横浜駅みなみ東口直通の複合型体験エンタテイメント施設・アソビルに「YOKOHAMA COAST」が開館することになり2022年5月1日にオープンした。アソビル2階の「YOKOHAMA COAST」には3つのフロアがあり、最も大きいフロアで約2000人、最も小さいフロアで約300人を収容可能。
また2022年8月6日には、アソビル地下に「YOKOHAMA COAST garage+」をグランドオープンさせた。メインステージとサブステージを備え、最大約800人（メイン、サブ、ラウンジを合わせた人数）収容可能。